# 埃奇沃斯冰川
64°23′S 59°55′W / 64.383°S 59.917°W

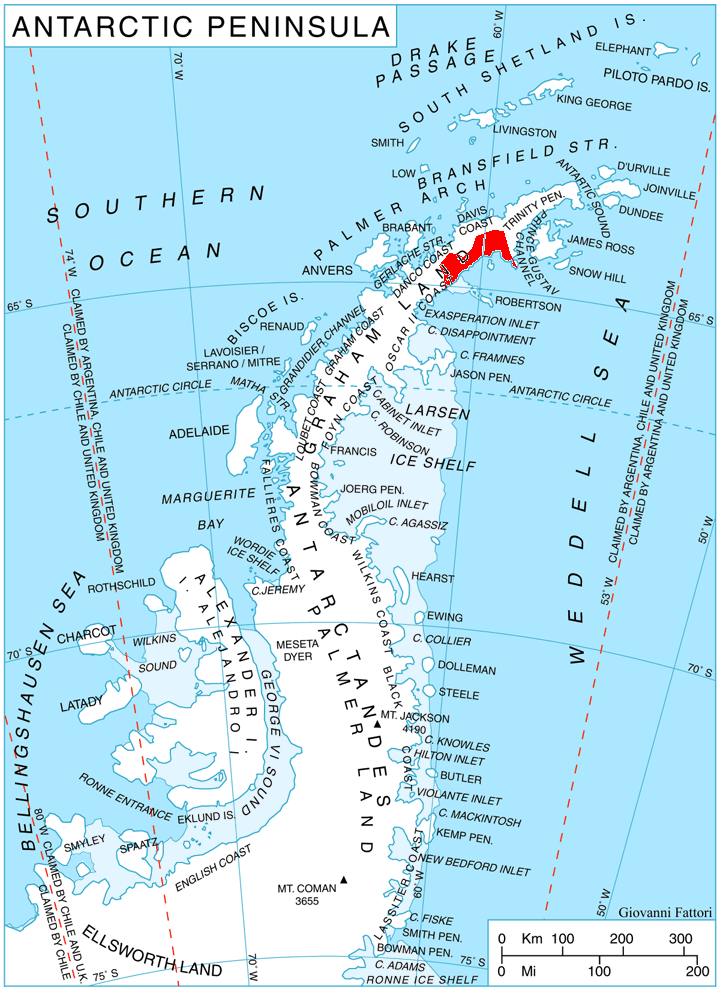

埃奇沃斯冰川是南極洲的冰川，位於葛拉漢地，全長22公里，流經底特律高原，最終注入蒙德拉加灣，該冰川根據英國探險隊的測量被繪入地圖。

## 外部連結
- SCAR Composite Antarctic Gazetteer（页面存档备份，存于）.